# Biarritz Cup
De Biarritz Cup is een toptoernooi voor amateurs, en is veel ouder dan de Trofée Jacques Leglise.
Op 13 april 1888 werd op de Golf de Phare in Biarritz de eerste Lord Shand Medal gespeeld, genoemd naar de voorzitter van de club, en voor het eerst een baanrecord vastgesteld van 117.
In 1898 werd de naam van het toernooi veranderd in de Biarritz Cup, en daarmee werd vastgesteld dat het altijd in Biarritz gespeeld zou worden. Sindsdien bestaat het toernooi uit 72 holes.

## De baan
De 18 holesbaan is ontworpen door Willie Dunn en zijn broer. Er werd een 18 holesbaan voor de heren aangelegd en een 9 holesbaan voor de dames. Er was ook een cricket veld, een croquet baan en twee gras-tennisbanen. Spelers zoal Jean Gassiat, Eugène Lafitte en Arnaud Massy hebben daar leren spelen. Ze hebben er regelmatig exhibitiewedstrijden gespeeld, waar de toeschouwers voor betaalden en weddenschappen op afsloten.

## Winnaars
| - 1899: J.S. Clark - 1900: E.M. Smith - 1901: J.S. Clark - 1902: W.M. Corrie - 1903: J.M. Harchdale - 1904: Hon Oiscott - 1906: Cpt P. Brun - 1908: D. Currie - 1909: A.V. Ambro - 1910: J.S. Mollor - 1911: A.A. Jamieson - 1912: N. Fergusson - 1913: Cpt Lumdsen - 1914-1919: niet gespeeld - 1920: G. de Candamo - 1921: G. Barry - 1922: Major Saunderson - 1923: Cpt Lloyd Jones - 1924: Marquis Del Muni - 1927: A.H. Vincent - 1928: S.D. Mockler - 1929: C.R. Darridson - 1930: Major Coker - 1931: J.P. Hutchins - 1933: D.H. White Heau - 1934: Jacques Léglise - 1947: Jacques Léglise - 1948: Henri de Lamaze | - 1949: Henri de Lamaze - 1950: Henri de Lamaze - 1951: H. Carlhian - 1952: Henri de Lamaze - 1953: Henri de Lamaze - 1954: Henri de Lamaze - 1955: Guy d'Argangues - 1956: Guy D'Arcangues - 1957: Gaétan Mourgue d'Algue - 1958: M. De Urresti - 1959: J. Bourin. - 1960: J. Visseaux. - 1961: Gaétan Mourgue d'Algue - 1962: Alexis Godillot - 1963: R. Wattine - 1964: A. Rezzola. - 1965: I. Urquijo - 1966: Goran Sellander. - 1967: Ch. Haas - 1968: Georges. Leven - 1969: René Darrieumerlou - 1970: Michel Tapia - 1978: François Perreau Saussine - 1979: François Perreau Saussine - 1980: Frédéric Martin - 1981: A. Valenzuela'. - 1982: Emmanuel Dussart - 1983: José María Olazabal - 1984: N. Subrin. | - 1985: Eric Beline. - 1986: J. Artiach - 1987: Dennis Edlund (TP 1988) - 1988: F. Ortiz - 1989: Jean-Charles Cambon - 1990: Franck Aumonier (TP 1993) - 1991: A. Valenzuela - 1992: B. Cicé - 1993: A. Barber - 1994: Fransisco Cea (TP 1995) - 1995: Alvaro Salto (TP 1997) - 1996: Alvaro Salto - 1997: Juan Carlos Aguerro - 1998: David Montesi - 1999: Matthieu Van Hauwe - 2000: Julien Van Hauwe - 2001: M. Fernandez-Castaño - 2002: Thomas Prévot - 2003: Michaël Lorenzo-Vera - 2004: Alvaro Quiros - 2005: Alvaro Velasco - 2006: Pedro Oriol Sanchez-Blanco - 2007: Jorge Campillo - 2008: Sébastien Gros - 2009: Carlos Pigem [dode link] - 2010: Baptiste Courtachon |

TP = turned pro = professional geworden

### Toelating Heren
- Deelnemersveld 156 spelers
- Cut de beste 65 speelsters en hun ties
- Maximale handicap 4,4

### Trivia
- Naar de winnaar van 1934 en 1947, Jacques Léglise, werd in 1958 de Jacques Leglise Trophy genoemd.
- Henry de Lamaze was nummer 2 bij het Spaans Open in 1951
- Gaétan Mourgue d'Algue uit Saint-Nom was een van de initiatiefnemers om de Trophée Lancôme te organiseren.
- Fernando de León y Castillo, Marquis Del Muni (winnaar 1924) was Spaans ambassadeur in Parijs.
- Alexis Godillot won in 1962 ook het Frans amateurkampioenschap
- Jean-Charles Cambon (winnaar 1989) zit nu in het bestuur van de France Pro Golf Tour.

## Winnaressen
Het eerste damestoernooi werd pas in 1992 georganiseerd.
| - 1992: M. Campomanes - 1993: L. Navarro - 1994: E. Nocera - 1995: Ana Larrañeta (TP 1997) - 1996: Ludivine Kreutz (TP 1997) - 1997: Ana Larrañeta (TP 1997) - 1998: S. Beautell - 1999: C. Ravetto | - 2000: V. Auffret - 2001: L. Mar - 2002: V. Beauchat - 2003: S. Soubiron - 2004: A.L. Caudal - 2005: Tania Elosegui Mayor (TP 2005) - 2006: Caroline Afonso (TP 2007) - 2007: Emma Cabrera Bello (TP 2007) | - 2008: C. Herbin - 2009: N. Salaverria - 2010: Morgane Bazin de Jessey |

TP = turned pro = professional geworden

### Toelating Dames
- Deelnemersveld 57 speelsters
- Cut: de beste 25 speelsters en hun ties
- Maximale handicap  6,4.